# Delfina en María de Jesús González
Delfina en María de Jesús González, ook bekend als de Poquianchis of de 'zusters de hel', waren Mexicaanse zussen die begin jaren zestig zeker 91 moorden pleegden.
De zussen waren de eigenaressen van Rancho El Angel, een bordeel met de bijnaam 'het bordeel uit de hel', in San Francisco del Rincón in de deelstaat Guanajuato. Ze rekruteerden vrouwen door middel van advertenties voor huishoudelijke hulp of deden zich voor als leden van een religieuze orde, en dwongen hun slachtoffers in de prostitutie. Wanneer hun slachtoffers te oud, ziek of uitgeput werden of simpelweg geen klanten meer trokken werden zij vermoord. Een deel van de slachtoffers was minderjarig. Ook vermoordden de zussen af en toe hoerenlopers wanneer deze veel geld bij zich hadden. Door steekpenningen te betalen konden zij jarenlang ongestraft hun gang gaan. Naar verluidt waren hun praktijken bekend bij verschillende regionale bestuurders van de corrupte en destijds oppermachtige Institutioneel Revolutionaire Partij (PRI), maar lieten deze de zusters hun gang gaan zolang zij van hun 'diensten' gebruik konden maken.
In 1964 werden de zusters González gearresteerd nadat de politie Josefina Gutiérrez oppakte, een vrouw die jonge meisjes probeerde te ontvoeren, en die de naam van de zusters doorgaf aan de politie. Bij politieonderzoek bleken er in en rond het bordeel 80 vrouwen, 11 mannen en meerdere foetussen begraven te liggen. Delfina en María de Jesús werden tot 40 jaar gevangenisstraf veroordeeld. De gruwelijkheid van de moorden deed een schokgolf van verontwaardiging door Mexico gaan. De gezusters Gonzáles staan op veel lijsten van ergste seriemoordenaars op de achtste plaats, als eerste Mexicanen en na Elisabeth Báthory de eerste vrouwen.
De schrijver Jorge Ibargüengoitia schreef in 1977 het boek Las Muertas over de zusters Gónzalez, dat in 1985 is verfilmd.